# Smittia atriclava
Smittia atriclava är en tvåvingeart som först beskrevs av Jean-Jacques Kieffer 1921.  Smittia atriclava ingår i släktet Smittia och familjen fjädermyggor.
Artens utbredningsområde är Polen. Inga underarter finns listade i Catalogue of Life.